# Angle de contact

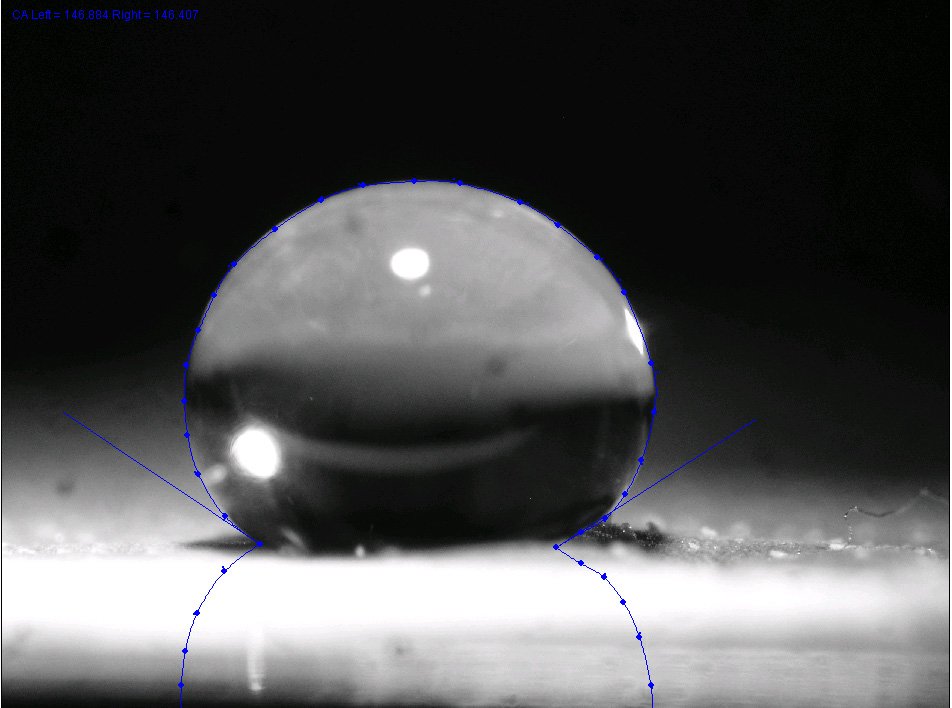
Une goutte d'eau sur la surface d'une feuille de lotus, montrant des angles de contact d'approximativement 147°.

Pour les articles homonymes, voir Angle (homonymie) et Contact.
L'angle de contact (ou angle de raccordement) d'un liquide sur un solide est l'angle dièdre formé par la surface du solide et celle du liquide le long de leur ligne de contact. Sa valeur d'équilibre se calcule par la loi de Young-Dupré.
La notion d'angle de contact n'est pas limitée aux interfaces solide-liquide, elle s'applique aussi aux interfaces liquide-liquide et solide-solide.

## Angle d'équilibre

Exemple d’angle de contact d’un liquide avec un substrat.

La description théorique de contact découle de l'examen (analyse) d'un équilibre thermodynamique entre les trois phases de la matière : la phase liquide de la goutte (L), la phase solide du substrat (S), et la phase gazeuse / vapeur de l’ambiant (G) (qui sera considéré comme un mélange de l'atmosphère ambiante et de la vapeur de liquide en équilibre avec sa phase liquide). La phase gazeuse pourrait également être une autre phase liquide (non miscible). À l'équilibre, le potentiel chimique de chacune des trois phases doit être identique. Il est plus convenable de recentrer ou d’analyser la discussion du point de vue d'énergies d’interface. Nous noterons l'énergie d’interface solide-vapeur (voir Énergie de surface) comme {\displaystyle \gamma _{SG}}, l'énergie d’interface solide-liquide comme {\displaystyle \gamma _{SL}} et l'énergie liquide-vapeur (c'est-à-dire la tension superficielle) simplement comme {\displaystyle \gamma }, nous pouvons donc écrire une équation qui doit être satisfaite à l'équilibre (connue sous le nom d'équation de Young) :
{\displaystyle 0=\gamma _{\mathrm {SG} }-\gamma _{\mathrm {SL} }-\gamma \cos \theta _{\mathrm {C} }\,}
où {\displaystyle \theta _{\mathrm {C} }} est l'angle de contact à l'équilibre.
L'équation de Young suppose une surface parfaitement plane, et dans de nombreux cas la rugosité de surface et les impuretés provoquent à l'équilibre une déviation de l'angle de contact comparée à l'angle de contact prédit par l'équation de Young. Même dans une configuration de surface parfaitement lisse, une goutte de liquide adoptera une grande variété d'angles de contact compris entre l'angle de contact le plus grand (avançant), {\displaystyle \theta _{\mathrm {A} }}, et l'angle de contact le plus petit (reculant), {\displaystyle \theta _{\mathrm {R} }}. L'angle de contact à l'équilibre ({\displaystyle \theta _{\mathrm {C} }}) peut être calculé à partir de {\displaystyle \theta _{\mathrm {A} }} et {\displaystyle \theta _{\mathrm {R} }} comme l'a démontré théoriquement Tadmor  avant d'être confirmé expérimentalement par Chibowski  :
{\displaystyle \theta _{\mathrm {C} }=\arccos {\frac {r_{\mathrm {A} }\cos {\theta _{\mathrm {A} }}+r_{\mathrm {R} }\cos {\theta _{\mathrm {R} }}}{r_{\mathrm {A} }+r_{\mathrm {R} }}}}
où,
{\displaystyle r_{\mathrm {A} }={\sqrt[{3}]{\frac {\sin ^{3}{\theta _{\mathrm {A} }}}{2-3\cos {\theta _{\mathrm {A} }}+\cos ^{3}{\theta _{\mathrm {A} }}}}}}
et,
{\displaystyle r_{\mathrm {R} }={\sqrt[{3}]{\frac {\sin ^{3}{\theta _{\mathrm {R} }}}{2-3\cos {\theta _{\mathrm {R} }}+\cos ^{3}{\theta _{\mathrm {R} }}}}}}
L’angle de contact peut aussi être utilisé pour déterminer une énergie d’interface (si les autres énergies de surface sont connues). L’équation de Young peut être réécrite comme une autre équation connue sous le nom de l’équation Young-Dupré (Loi de Young-Dupré) :
{\displaystyle \gamma (1+\cos \theta _{\mathrm {C} })=\Delta W_{\mathrm {SLG} }\,}
où {\displaystyle \Delta W_{\mathrm {SLG} }} est l’énergie d’adhésion par unité de surface, entre la surface du substrat et celle du liquide, quand tous les deux sont dans le milieu G.

## Angle de contact et tension superficielle
Une application de la mesure d'angle de contact est l'estimation de la qualité d'un mouillage : plus l'angle de contact entre un solide et un liquide est petit, plus le liquide mouille le solide, ce qui reflète une certaine affinité entre les deux éléments. L’angle de contact est donc une mesure de la capacité d’un liquide à mouiller la surface d’un solide. La forme que prend une goutte sur une surface dépend de la tension superficielle du fluide et de la nature de la surface. À la frontière entre les gouttelettes et l’environnement gazeux, la tension superficielle provoque un contour courbe. Au bord de la goutte, là où le contour se confond avec la surface d’appui, l’angle de contact entre l’interface liquide / solide et la tangente à l’interface liquide / gazeux se forme.
- Si le liquide s’écoule uniformément sur la surface solide, il y a mouillage complet avec un angle de contact de 0°. Si l’angle est compris entre 0° et 90°, la surface est mouillable. La surface est dite mouillable hydrophile dans ces deux cas de figure, l'angle étant donc compris entre 0 et 90°.
- Un angle entre 90° et 180° signifie que la surface n’est pas mouillable, elle est hydrophobe. Par exemple les surfaces fluorées peuvent avoir des angles de contact atteignant 120°[3].
- Certains matériaux particulièrement rugueux présentent des angles de contact supérieurs à 150°, on parle alors d'une surface superhydrophobe.
- Si l’angle s’approche clairement de la valeur de 180°, il s’agit d’une surface ultrahydrophobe complètement imperméable aux liquides. Cette propriété est décrite comme un effet lotus, entièrement déperlante.

La connaissance de l’angle de contact est nécessaire pour évaluer les peintures, vernis et liquides de refroidissement les plus adaptés car ils doivent mouiller les matériaux le mieux possible. Au contraire, pour le raffinement de certains textiles et façades de bâtiments hydrofuges, il convient d’obtenir un mouillage aussi faible que possible. La mouillabilité peut être influencée par un traitement de surface approprié, permettant de modifier la profilométrie du matériau. La mesure de l’angle de contact permet le développement planifié de méthodes optimales dans ce domaine.

## Autres applications
- Les angles de contact évoluant beaucoup en fonction des contaminations sur les surfaces, ils sont donc d'excellents indicateurs de la propreté ou de l’état d’oxydation d'un échantillon.
- La mesure de l'hystérèse, différence entre l'angle d'avancé et l'angle de recul, permet d'obtenir des informations sur la texture de la surface[3].

## Méthodes de mesure
- Par le passé, la mesure était effectuée avec un goniomètre ; ce dispositif expérimental ressemble à une équerre réglable, mais a été remplacé par des techniques de caractérisation modernes.
- Dorénavant, les angles de contact sont mesurés en laboratoire par traitement d’images en haute résolution du profil des gouttes déposées sur une surface, avec un tensiomètre ou des bancs optiques plus ou moins complexes.

- En outre, le fort lien entre l’angle de contact et la température permet de le déterminer précisément à l’aide d'un microscope chauffant ; en variant la température, l'angle change[4].
- Les mesures peuvent aussi être réalisées en fonction du temps. La composition de la goutte de liquide peut éventuellement se réorganiser à l’interface pendant un certain temps. Ce type de phénomène est surtout provoqué par la présence de solvant ou de tensioactifs. Ceci provoque une évolution progressive des angles de contact jusqu’à leur stabilisation. Il faut alors établir si la mesure doit être faite juste après la dépose de la goutte, après un certain délai, ou à l’équilibre. Un suivi au cours du temps est également possible sur certains appareils.
- Enfin, les mesures peuvent être réalisées de manière classique en statique, mais aussi en dynamique. Le volume de la goutte varie alors au cours du temps.

## Angle dynamique
L'angle de contact diffère de sa valeur d'équilibre pour une interface qui avance ou qui recule, et ces deux valeurs dynamiques diffèrent aussi. On parle d'hystérésis d'angle de contact. L'angle dynamique est important dans un grand nombre de situations pratiques, c'est lui qui, par exemple, détermine la force extérieure qu'il faut exercer sur une goutte de liquide pour la faire glisser sur une surface solide. C'est seulement en 2017 qu'une modélisation thermodynamique des angles de contact dynamiques a pu être réalisée.